# Teva
Teva Pharmaceutical Industries Ltd. (en hebreo: טבע תעשיות פרמצבטיות בע"מ‎), (NYSE: TEVA) es una compañía farmacéutica internacional cuya sede central se encuentra en Petah Tikva, Israel. Se especializa en medicamentos genéricos e ingredientes activos. Es la mayor manufacturera de medicamentos genéricos en el mundo y una de las 20 compañías farmacéuticas más grandes del mundo.

## Historia
En el año 2007 sus ventas supusieron un total de 9.400 millones de dólares, el 80% en Europa y América del Norte. Después de la compra de la empresa estadounidense Ivax Corporation, en enero de 2006, Teva alcanzó los 28.000 empleados distribuidos en 50 países. Sus instalaciones se encuentran en Israel, América del Norte, Europa y Latinoamérica. Teva es en la actualidad la novena empresa por capitalización de mercado según el Nasdaq, por detrás de Gilead (febrero de 2009).

## Productos

### Fármacos
- Copaxone
- Nerventra
- Rasagilina
- Venlafaxina
- Ibuprofeno
- Codeisan

## Subsidiarios
- América del Norte
  - Barr Pharmaceuticals
  - Teva Pharmaceuticals USA
  - Plantex USA
  - Teva Parenteral Medicines
  - Teva Specialty Pharmaceuticals
  - Teva Biopharmaceuticals USA
  - Teva Neuroscience
  - Teva Neuroscience Canada
  - Teva Novopharm
  - Teva Mexico
  - Teva Animal Health
- América Latina
  - Laboratorios Elmor S.A
  - Teva Pharmaceuticals Curaçao N.V.
  - Ivax Argentina
  - Laboratorio Chile
  - Teva Brazil
  - Teva Perú (Corporación Medco e Infarmasa)
- Europa
  - Pliva Croatia
  - Teva Pharmaceuticals Europe B.V.
  - Teva Pharmachemie B.V.
  - Plantex Chemicals B.V.
  - Teva Pharma UK
  - Teva UK Limited
  - Teva Pharmaceuticals Ireland
  - Teva Pharmaceutical Works Ltd.
  - Teva Hungary Ltd.
  - Teva Classics France
  - Teva Group Germany
  - Teva Pharma Italia S.r.I.
  - Teva Pharmaceutical Fine Chemicals S.r.I.
  - Sicor Italy S.r.I.
  - Prosintex - ICI
  - Teva Belgium
  - Sicor Biotech UAB
  - Teva Pharmaceuticals CR, s.r.o.
  - Teva Pharmaceuticals Slovakia, s.r.o.
  - Teva Pharma AG
  - Sicor Europe
  - Teva Sweden AB
  - Teva Finland Oy
  - Teva API International Spain
  - Teva Pharma SLU (España) sitio web
  - Teva Pharma Portugal Ltd.
  - Teva Bulgaria
  - Teva Moscow
  - Teva Belarus
  - Teva Ukraine
  - Teva Kazakhstan
  - Teva Pharmaceuticals Polska (Poland)
- Asia
  - Teva Singapore
  - Teva Japan
  - Teva API India Ltd.
- África
  - Assia Pharmaceuticals Ltd.
  - Teva Pharmaceuticals (Pty) Ltd.